# 윌슨 오루마
윌슨 오루마(영어: Wilson Oruma, 1976년 12월 30일 ~ )는 나이지리아의 전 축구 선수로, 선수 생활의 대부분을 프랑스에서 보냈다.

## 구단 경력
오루마는 나이지리아 와리에서 태어났다. 그는 1994년 벤델 인슈런스에서 RC 랑스로 이적했다. 낭시로 임대된 후 한 시즌 뒤,, 그는 랑스로 돌아와 1997-98 리그 1 우승 기간 동안 7경기를 뛰었다. 1998년 FIFA 월드컵에서 나이지리아 대표로 참가한 후, 그는 튀르키예의 삼순스포르로 이적했고, 1년 뒤 프랑스로 돌아와 님 올랭피크에서 뛰었다.
2000년, 오루마는 스위스의 세르베트로 이적하여, 두 시즌을 보낸 후 프랑스로 돌아와 2009년까지 소쇼, 마르세유, 그리고 갱강에서 뛰었고, 당시 리그 2 클럽이었음에도 불구하고 소쇼의 2003-04 시즌 쿠프 드 라 리그 우승과 갱강의 2008-09 시즌 쿠프 드 프랑스 우승을 차지했다. 그는 웨일스를 연고로 하지만 잉글랜드 축구 리그 시스템에서 뛰고 있는 카디프 시티로부터 2008년 여름 시범 경기를 받았고, 채스타운에서 2-2로 비긴 시즌 전 친선 경기에서 골을 넣었지만 , 체력 부족으로 인해 계약을 체결하지 못했다.
그는 2010년 그리스 클럽 AO 카발라에서 한 시즌을 보낸 후 프로 축구에서 은퇴했다.

## 국가대표팀 경력
오루마는 1993년 FIFA U-17 세계 축구 선수권 대회에서 우승한 나이지리아 U-17 국가대표팀의 일원으로, 주장을 맡아 6골로 대회 최고 득점자가 되었다. 그는 나이지리아에서 11년 동안 19번의 국제 경기에 출전했고, 1998년 FIFA 월드컵에 참가한 팀의 일원으로 파라과이와의 경기에서 유일하게 골을 넣었다. 그는 또한 나이지리아 국가대표로 데뷔한 다음 해인 1996년에 올림픽 금메달을 획득한 선수단의 일원이었고, 2002년과 2006년 아프리카 네이션스컵에서 나이지리아 선수단의 일원으로 두 대회를 모두 3위로 마쳤다.

## 사생활
2018년, 오루마는 알려지지 않은 목사에게 속았다는 보도로 인해 정서 장애를 겪었다. 보도에 따르면 성직자와 일부 가짜 석유 사업가에게 사기를 당한 지 6년 만에 빈털터리가 되었고 정신 장애 상태에 빠졌다. 오루마는 결국 투자로 20억에 가까운 엄청난 금액을 잃었다는 것을 알게 되었다.
오루마는 나이지리아와 프랑스 국적을 가지고 있다.